# 이연상
이연상(1715~1782)은 조선 후기의 문신이며, 좌의정 이건명의 증손으로, 본관은 전주이다. 정조 때 승지, 경상도관찰사, 사헌부대사헌, 성균관대사성, 공조판서, 예조판서, 병조판서, 의정부우참찬, 이조판서, 판의금부사, 한성부판윤을 지냈다.